# Strangalia zacapensis
Strangalia zacapensis là một loài bọ cánh cứng trong họ Cerambycidae.